# Harmanda khumbua
Harmanda khumbua is een hooiwagen uit de familie Sclerosomatidae.